# Kommunistische Partei Japans
Die Kommunistische Partei Japans (kurz KPJ; japanisch 日本共産党 Nihon Kyōsantō; eng. Japanese Communist Party, kurz JCP) ist eine politische Partei in Japan.
Parteivorsitzende (chūō-iinkai kambukai-iinchō, Vorsitzender des Exekutivkomitees des ZK) ist Tomoko Tamura seit 18. Januar 2024, Generalsekretär Akira Koike. Die Position des ZK-Präsidenten (chūō-iinkai gichō) war nach dem 24. Parteitag 2006, als sich Tetsuzō Fuwa zurückzog, lange vakant. Seit dem Führungswechsel 2024 hält Tamuras Vorgänger Kazuo Shii die Position.
Eines ihrer Kernelemente der Parteiplattform ist der Pazifismus und die KPJ entwickelte laut Eigenaussagen eine  eigene Variante des „wissenschaftlichen Sozialismus“. Sie vertritt die Schaffung einer Gesellschaft auf Basis von Sozialismus, Demokratie und Frieden.
Sie strebt an, diese Ziele im Rahmen der derzeitigen kapitalistischen Gesellschaft zu erreichen. Hingegen spricht sich die Partei gegen das, was sie als „Imperialismus und seinen Verbündeten, den Monopolkapitalismus“ bezeichnet, aus.
Obwohl eine marxistische Partei, befürwortet die KPJ somit nicht die sozialistische Revolution. Sie spricht davon, dass sie die Idee einer „demokratischen Revolution“ verfolgt, um einen „demokratischen Wandel in Politik und Wirtschaft herbeizuführen“. Ein weiterer programmatischer Punkt ist die „vollständige Wiederherstellung der nationalen Souveränität Japans“, die die KPJ durch Japans Allianz mit den USA beeinträchtigt sieht.
Die KPJ hat etwa 300.000 Mitglieder in 20.000 Ortsverbänden. Anders als viele kommunistische Parteien in Europa und anderswo hat sie weder infolge des Zusammenbruches der Sowjetunion eine interne Krise durchgemacht, noch hat sie erwogen, ihren Namen oder einige ihrer fundamentalen Prinzipien aufzugeben. Ihre Stimmenzahl bei den Wahlen sank jedoch zunächst: Nach 12,1 % der Direkt- und 11,2 % der Verhältniswahlstimmen bei den Unterhauswahlen im Jahre 2000 erreichte man 2003 nur noch 8,1/7,8 % und 2005 7,3/7,3 % (das entspricht absolut gerechnet noch fast 5 Millionen Stimmen) um 2014 auf 13,3/11,4 % zu steigen. Bei der Oberhauswahl 2013 zuvor legte die KPJ ebenfalls zu und erhielt 10,6 % der Direktwahl- und 9,7 % der Verhältniswahlstimmen.

## Geschichte

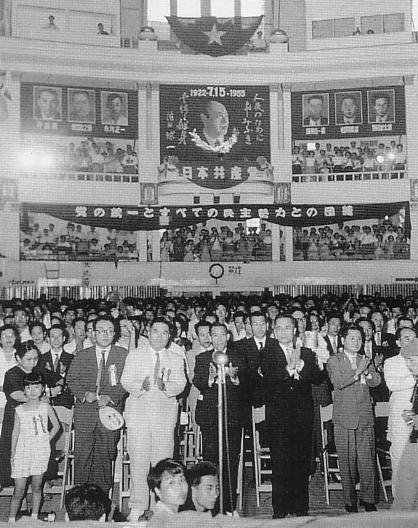
Veranstaltung zum 33. Jahrestag der Parteigründung im Juli 1955

Die KPJ wurde am 15. Juli 1922 als politische Organisation gegründet. Sie wurde sofort aufgrund des Ordnungs- und Polizeigesetzes (治安警察法, chian-keisatsu-hō) verboten und durch die Polizei und das Militär des kaiserlichen Japans Repressalien und Verfolgung ausgesetzt.
Sie war die einzige Partei Japans, die Japans Engagement im Zweiten Weltkrieg entgegentrat. Nach der Kapitulation Japans 1945 wurde das Verbot von den alliierten Besatzungsbehörden (SCAP/GHQ) aufgehoben. Seitdem ist sie eine legale politische Partei, die an Wahlen teilnimmt. 1950 ließ das GHQ allerdings im Red Purge Mitglieder und Sympathisanten der KPJ aus öffentlichen Ämtern entfernen. 1952 verabschiedete das Parlament das Gesetz gegen subversive Aktivitäten, das – ohne die KPJ explizit zu nennen – eine Überwachung und Kontrolle ihrer Aktivitäten ermöglichen sollte. Auf dessen Grundlage steht die Partei bis heute (Stand: 2024) unter Beobachtung durch die Kōan-chōsa-chō („Untersuchungsbehörde für öffentliche Sicherheit“), die englische Public Security Intelligence Agency.
Während des Zerwürfnisses zwischen der Sowjetunion und China in den 1960er Jahren folgte die Partei kurzzeitig der Pekinger Linie, wandte sich dann auch von dieser Seite ab und war danach in dieser Frage neutral. Den Höhepunkt bei den Wahlstimmen erreichte sie 1970.
Der KPJ konnten auch die Reformen des japanischen Wahlsystems in den 1990er Jahren, nach der es bei Wahlen zum Shūgiin, dem Unterhaus des Nationalparlaments, nur noch Einpersonenwahlkreise gibt, keinen größeren Schaden zufügen. Sie konnte ihre Position teilweise auch wegen des Zusammenbruches der Sozialistischen Partei Japans (SPJ; engl. zuletzt Sozialdemokratische Partei Japans) während der anfangs noch „Großen“ Koalition in den Kabinetten Murayama und Hashimoto behaupten. Die SPJ war vor den Regierungsbeteiligungen der 1990er größte Oppositionspartei des Landes. Die SPJ-Rumpfpartei SDP erreichte bei der Unterhauswahl 1996 nur noch 6,4 % der Stimmen bei der neu eingeführten Verhältniswahl zum kleineren Teil des Unterhauses, bei der Mehrheitswahl stürzte die SDP auf 2,2 % ab. Die neuen Hauptoppositionsparteien Neue Fortschrittspartei und Demokratische Partei (DPJ) unterschieden sich in ihrer Politik nur marginal von der regierenden LDP und forderten auf wirtschaftspolitischem Gebiet von der LDP-SPJ/SDP-Regierung zum Teil Reformen. Die Reformen in den Bereichen der Deregulierung, Marktöffnung und Haushaltskonsolidierung lehnte die KPJ noch mehr ab als die Regierungspolitik. Der linke Flügel der SPJ hatte abgesehen von der bald bedeutungslosen Neuen Sozialistischen Partei keine andere Alternative, als sich der KPJ zuzuwenden. Die KPJ gewann in den 1990ern zeitweise wieder zweistellige Stimmenanteile bei nationalen Wahlen. Während der Konsolidierung der Opposition in der Demokratischen Partei in den 2000er Jahren sank der Zuspruch aber wieder.
In den 2010er Jahren verzeichnete die KPJ nach der Abwahl der DPJ-geführten Regierungen und der Rückkehr einer LDP-geführten Koalition unter Shinzō Abe erhebliche Popularitätsgewinne und konnte in beiden Kammern des Nationalparlaments wieder Direktmandate gewinnen. Nachdem sie bei den Unterhauswahlen 2005 und 2009 durch Verzicht auf Mehrheitswahlnominierungen in erheblichen Teilen des Landes implizit mit der bürgerlichen Opposition kooperiert hatte, dann nach der Regierungsübernahme der Demokraten bei den Unterhauswahlen 2012 und 2014 wieder nahezu flächendeckend Kandidaten aufstellte, ging sie bei der Nominierung für die Oberhauswahl 2016 eine explizite und öffentlich gegenseitig vereinbarte landesweite Kooperation mit Demokraten, Sozialdemokraten und Seikatsu no Tō ein. Ab 2015 bildete sie mit der DPJ und deren im Mai 2016 entstandenen Nachfolgepartei, der  Demokratischen Fortschrittspartei, die parteiübergreifende Organisation Minkyōkyōtō (民共共闘, etwa „Demokratisch-Kommunistischer gemeinsamer Kampf“), deren Ziel es ist, die Zusammenarbeit zwischen den Oppositionsparteien zu stärken. Dabei wollte die Organisation gegen die Abe-Regierung und dabei insbesondere gegen das Gesetz des „Rechts auf kollektive Selbstverteidigung“ vorgehen. Bei der Unterhauswahl 2017 bildete die KPJ mit der Konstitutionell-Demokratischen Partei (KDP) und der SDP ein „linkes Wahlbündnis“, sodass in weniger als 20 Wahlkreisen Kommunisten oder Sozialdemokraten gegen KDP-Kandidaten antraten. Die KPJ verlor vor allem in der Verhältniswahl einige Sitze an die KDP, schnitt jedoch insgesamt mit 12 Sitzen, verglichen mit ihren Wahlergebnissen der 2000er Jahre, relativ erfolgreich ab. Bei der Oberhauswahl 2019 musste sie leichte Verluste hinnehmen. Somit verfügt die KPJ derzeit (Stand: Februar 2020) über 12 Sitze im Unterhaus und 13 im Oberhaus.

## Politik
Eines der Hauptziele der KPJ ist das Ende der Militärallianz mit den USA und die Schließung aller US-Militärbasen in Japan. Sie will Japan in Übereinstimmung mit den Prinzipien der Selbstbestimmung und Nationalen Souveränität zu einem bündnisfreien und neutralen Land machen. Derzeit gibt es in Japan etwa 130 US-Basen und mit ihnen zusammenhängende Einrichtungen, auf Okinawa befindet sich die größte US-Basis in Asien (IV, 12).
Die KPJ strebt auch eine Änderung der nationalen Wirtschaftspolitik an, die in ihren Augen die Interessen der Großunternehmen und Banken vertritt, zu einer Politik, die „die Interessen des Volkes verteidigt“. Sie will demokratische Regeln etablieren, die die Aktivitäten der Großunternehmen einschränken, und „Leben und Grundrechte des Volkes“ schützen. (Wirtschaftsdemokratie)
Die Partei wendet sich auch gegen Kernwaffen und wendet sich gegen alle Versuche, den Artikel 9 der japanischen Verfassung zu revidieren, der strikte militärische Neutralität und Souveränität des Volkes beinhaltet. („National independence, 4“)
Auf dem Gebiet der Weltwirtschaft setzt sich die KPJ für eine neue demokratische Ordnung auf Grundlage der wirtschaftlichen Souveränität jedes Landes ein. Die USA, internationale Konzerne und das internationale Finanzkapital sieht man als Treiber der Globalisierung. Die KPJ befürwortet „demokratische Regulierung der Aktivitäten der transnationalen Gesellschaften und des internationalen Finanzkapitals auf internationalem Niveau.“ („Economic democracy“). Im Sicherheitsvertrag mit den USA und dem Einfluss von Großunternehmen sieht die Partei Belege dafür, dass Japan keine echte Demokratie ist.

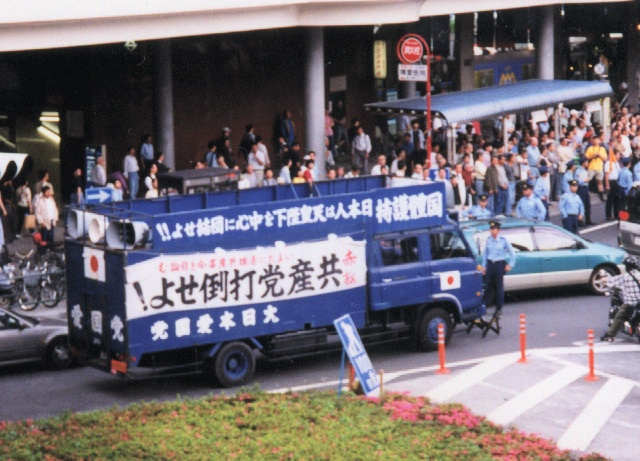
Die KPJ wird oft von nationalistischen Gruppen angegriffen: die Aufschrift auf dem Fahrzeug der „Großjapanischen Patriotischen Partei“ lautet: „Schlagt die Kommunistische Partei nieder!“

Die KPJ strebt sofortige Änderungen der japanischen Außenpolitik an. Priorität müsse friedlichen Lösungen durch Verhandlungen, nicht militärischen Lösungen gegeben werden. Dabei müsse Japan die UN-Charta einhalten.
Die Partei verfolgt auch die Idee, dass Japan als asiatisches Land aufhören müsse, den Schwerpunkt der diplomatischen Beziehungen auf die Beziehungen zu den USA und den G8-Staaten zu richten und die innerasiatische Politik ins Zentrum der Außenbeziehungen setzen solle. Sie unterstützt Japan bei der Errichtung einer „unabhängigen Außenpolitik im Interesse des japanischen Volkes“ und lehnt „unkritische Gefolgschaft jeglicher fremden Macht“ ab.
Sie vertritt die Position, dass Japan Reue zeigen und sich für seine Verbrechen während des Zweiten Weltkrieges entschuldigen solle, da man darin eine Voraussetzung für bessere Beziehungen mit dem Rest Asiens sieht.(II)
Der Standpunkt der KPJ zum internationalen Terrorismus ist, dass nur durch eine „starke internationale Solidarität mit den Vereinten Nationen im Zentrum“ der Terrorismus zurückgedrängt werden könne. Ein „Krieg gegen den Terrorismus“ hingegen verursache „einen Bruch und Widersprüche in der internationalen Solidarität, die stattdessen den Weg für den Terrorismus ebnet“ („National independence, 4“).
Während die KPJ sich vor dem Krieg und auch in der Nachkriegszeit strikt gegen das Japanische Kaiserhaus richtete, merkte man neuerdings an, dass man nicht gegen den Tennō als Staatsoberhaupt Japans sei, solange er nur repräsentative Funktion und keine Macht habe.
Seit der Nuklearkatastrophe von Fukushima verfolgt die KPJ einen Ausstieg aus der Atomenergie. Fuwa Tetsuzo, Direktor des Sozialwissenschaftlichen Institutes der Kommunistischen Partei Japans, sagte am 10. Mai 2011, dass der nukleare Unfall in Fukushima die grundsätzlichen Probleme des Kapitalismus klar illustriert habe. Die Katastrophe sei durch das Profit-Prinzip mit verursacht. Dies käme auch darin zum Ausdruck, dass die Kühlung mit Salzwasser erst verzögert erfolgt sei, da die Leitung der Betreiberfirma TEPCO gehofft hätte, die Reaktoren noch weiter betreiben zu können, dies aber nach dem Salzwassereinsatz nicht möglich gewesen wäre. Konsequenz sei der Vorrang für die Sicherheit unter Verdrängung des Profit-Prinzips. Angestrebt werde ein Ausstieg aus der Atomenergie und eine zukünftig nachhaltige Energieversorgung. Für den Umstieg werde ein Zeitraum von 20 Jahren veranschlagt.

## Führungsstruktur

Parteiflagge der KPJ

### Parteitag
Der „Parteitag der Kommunistischen Partei Japans“ (日本共産党大会 Nihon Kyōsantō-taikai) wählt das Zentralkomitee (ZK) und ist somit die höchste Instanz der KPJ. Er bestimmt die politischen Grundlinien der Partei und bestätigt bzw. diskutiert Vorschläge des ZK und wird alle 2 bis 3 Jahre vom ZK einberufen, kann aber von diesem bei Bedarf auch verschoben werden. Er wird mit einer Dauer von 4 bis 5 Tagen im „An das Izu-Lernzentrum angegliederte Auditorium der KPJ“ (日本共産党伊豆学習会館付属大講堂 Nihon Kyōsantō Izu-gakushū-kaikan Fuzoku-daikōdō) in Atami in der Präfektur Shizuoka abgehalten. Die Themen des jeweiligen Parteitags werden etwa 2 Monate im Voraus von einer Vollversammlung des ZK vorgeschlagen, darauf basierend innerhalb der Ortsverbände diskutiert und anschließend in der Parteizeitung Akahata veröffentlicht, wobei es auch möglich ist, Vorschläge an das ZK zu richten. Die Delegierten werden auf Präfektur-Versammlungen, deren Mitglieder vorher wiederum in den Ortsverbänden bestimmt worden sein müssen, unabhängig von ihrer Position gewählt; beim 27. Parteitag im Januar 2017 waren es 825 Delegierte. Außergewöhnlich ist hierbei, dass mitunter selbst nationale Parlamentsabgeordnete oder Mitglieder des (bisherigen) ZK nicht als Delegierte gewählt werden, wobei diese durchaus noch als „Ratsmitglieder“ (評議員 Hyōgiin) Reden halten können. Der Parteitag hat nicht das Recht, den Vorsitzenden des Exekutivkomitees des ZK oder den Generalsekretär zu wählen, das ZK muss auf diesem jedoch die Kandidaten dafür vorstellen.
Liste der Parteitage
| #  | Datum                     | Anmerkungen                                                                       |
| -- | ------------------------- | --------------------------------------------------------------------------------- |
| 01 | 15. Juli 1922             | Im Geheimen inoffiziell abgehalten, teilweise widersprüchliche Quellen zum Datum  |
| 02 | 4. Februar 1924           |                                                                                   |
| 03 | 4. Dezember 1924          | Im Geheimen in einem Onsen in Yonezawa abgehalten                                 |
| 04 | 1.–3. Dezember 1945       | Erstmals legal und öffentlich abgehalten                                          |
| 05 | 24.–26. Februar 1946      |                                                                                   |
| 06 | 21.–24. Dezember 1947     | Weitestgehende Einstellung der Aktivitäten des ZK auf Druck des GHQ hin           |
| 07 | 21. Juli–1. August 1958   | Wiederaufnahme des Parteibetriebs und Beschluss der Parteiverfassung              |
| 08 | 25.–31. Juli 1961         | Beschluss des Parteiprogramms                                                     |
| 09 | 24.–30. November 1964     |                                                                                   |
| 10 | 24.–30. Oktober 1966      |                                                                                   |
| 11 | 1.–7. Juli 1970           | Änderung des Parteiprogramms, Wahl Miyamoto Kenjis zum Parteivorsitzenden         |
| 12 | 14.–21. November 1973     |                                                                                   |
| 13 | 28.–30. Juli 1976         | Teilweise Änderung des Parteiprogramms                                            |
| 14 | 17.–22. Oktober 1977      |                                                                                   |
| 15 | 26. Februar–11. März 1980 |                                                                                   |
| 16 | 27.–31. Juli 1982         | Wahl Tetsuzō Fuwas zum Parteivorsitzenden und Miyamoto Kenjis zum ZK-Vorsitzenden |
| 17 | 19.–24. November 1985     |                                                                                   |
| 18 | 25.–29. November 1987     | Wahl Hiroshi Murakamis zum Parteivorsitzenden                                     |
| 19 | 9.–13. Juli 1990          |                                                                                   |
| 20 | 19.–23. Juli 1994         | Änderung von Parteiprogramm- und -verfassung                                      |
| 21 | 22.–26. September 1997    | Rückzug Miyamoto Kenjis als ZK-Vorsitzender und -Mitglied                         |
| 22 | 20.–24. November 2000     | Wahl Kazuo Shiis zum Parteivorsitzenden und Tetsuzō Fuwas zum ZK-Vorsitzenden     |
| 23 | 13.–17. Januar 2004       | Änderung des Parteiprogramms                                                      |
| 24 | 11.–14. Januar 2006       | Rückzug Tetsuzō Fuwas als ZK-Vorsitzender                                         |
| 25 | 13.–16. Januar 2010       |                                                                                   |
| 26 | 15.–18. Januar 2014       |                                                                                   |
| 27 | 15.–18. Januar 2017       |                                                                                   |
| 28 | 14.–18. Januar 2020       | Änderung des Parteiprogramms                                                      |

### Zentralkomitee

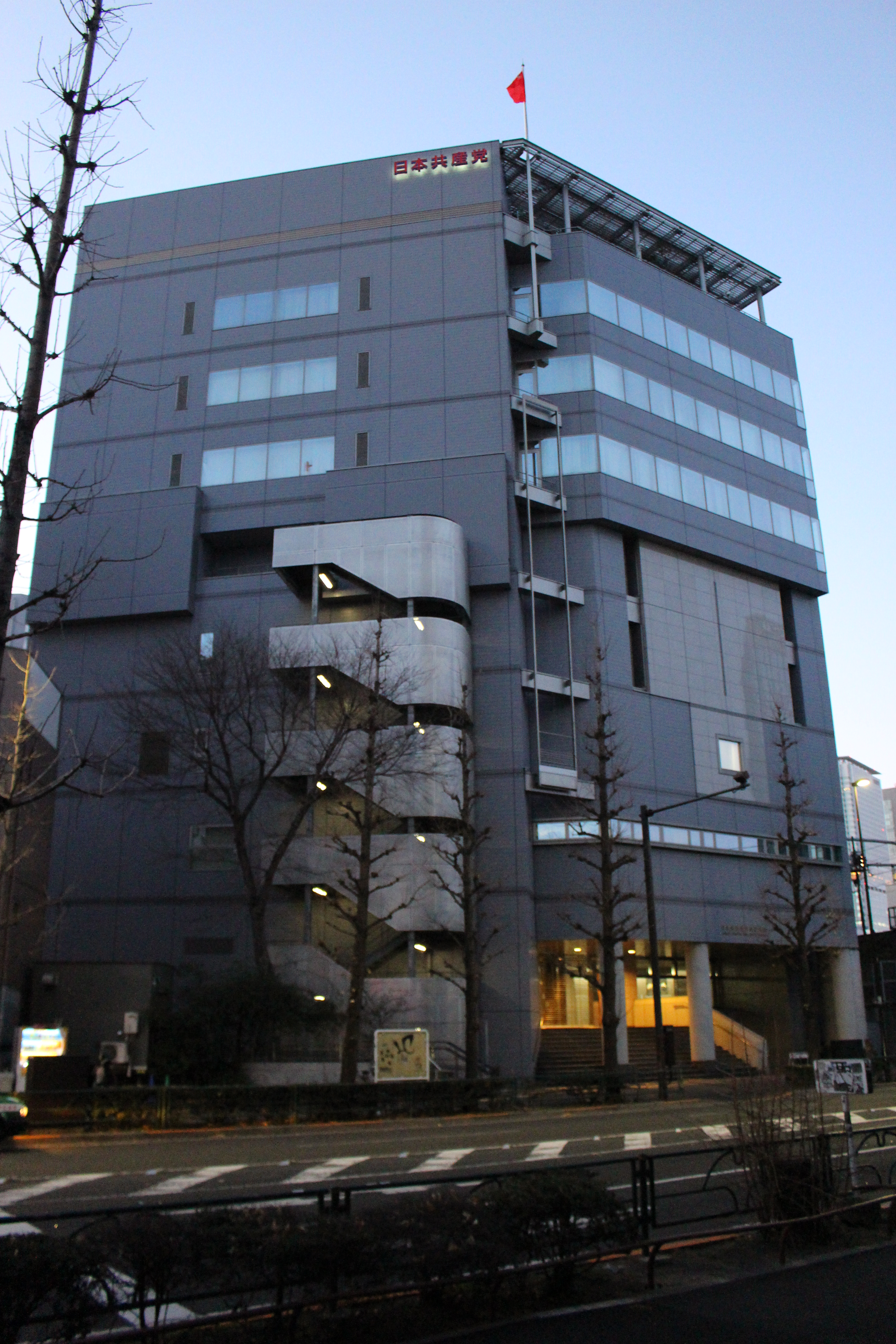
Sitz des Zentralkomitees in Sendagaya

Das administrative Hauptorgan bildet das „Zentralkomitee der Kommunistischen Partei Japans“ (日本共産党中央委員会 Nihon Kyōsantō Chūō Iiinkai; eng. The Central Committee of the Japanese Communist Party), welches auf jedem (vom ZK einberufenen) Parteitag für 2 bis 3 Jahre neu gewählt wird und die Aktivitäten der Partei zwischen den Parteitagen auf „zentraler“ (nationaler) Ebene koordiniert und ausführt. Es befindet sich im Hauptgebäude der KPJ im Stadtteil Sendagaya des Bezirks Shibuya in Tokio und ist hierarchisch in das „Plenum“ (総会 Sōkai), das „Exekutivkomitee“ (幹部会 Kambukai) und das „ständige Exekutivkomitee“ (常任幹部会 Jōnin Kambukai) unterteilt. Das ZK hat gemäß Artikel 21 der Parteiverfassung folgende Funktionen und Befugnisse:
1. Repräsentation und Leitung der Partei
2. Publikation der Parteizeitung
3. Umsetzung und Weiterentwicklung des Parteiprogramms
4. Behandeln außen- und innenpolitischer Angelegenheiten
5. Fortsetzung der theoretischen Auseinandersetzung mit dem Wissenschaftlichen Sozialismus
6. Systematische Förderung der Parteiführung, Bildung einer Führungsstruktur und angemessene Aufgabenverteilung unter Berücksichtigung aller Parteimitglieder
7. Beratung der Ortsverbände bei kommunalen Angelegenheiten
8. Leitung und Organisation der finanziellen Tätigkeiten

Präsidium
Das Präsidium des ZK besteht aus dem Präsidenten (中央委員会議長 Chūō Iiinkai Gichō), dem Vorsitzenden des Exekutivrats, dem Generalsekretär und seinen Stellvertretern. Der Posten des ZK-Präsidenten war bis zum 16. Parteitag im Juli 1982 von Nosaka Sanzō besetzt und mit dem Ehrenvorsitz anderer Parteien vergleichbar, ist seither aber offiziell das höchste Amt der KPJ und setzt eine Mitgliedschaft im ZK voraus. Seit dem 24. Parteitag im Januar 2006, als sich Tetsuzō Fuwa zurückzog, ist diese Position vakant.
Liste der Präsidenten des Zentralkomitees
| # | Name           | Amtseinführung    | Verabschiedung     | Bild           |
| - | -------------- | ----------------- | ------------------ | -------------- |
| 1 | Nosaka Sanzō   | 1. August 1958    | 31. Juli 1982      | Nosaka Sanzō   |
| 2 | Miyamoto Kenji | 31. Juli 1982     | 26. September 1997 | Miyamoto Kenji |
| 3 | Tetsuzō Fuwa   | 24. November 2000 | 14. Januar 2006    |                |

Plenum

Logo

Das aus allen ZK-Mitgliedern bestehende Plenum ist dessen höchstes beschlussfassendes Organ und muss mindestens zweimal im Jahr einberufen werden, kann aber auch dann abgehalten werden, wenn über ein Drittel der Mitglieder dies fordern. Die Parteiverfassung bezieht sich beim Begriff „Zentralkomitee“ stets auf das Plenum, dieses muss also jedem Vorschlag zugestimmt haben, bevor er beschlossen wird. Das Plenum wählt auf Parteitagen den Präsidenten des ZK, den Vorsitzenden des Exekutivkomitees des ZK (中央委員会幹部会委員長 Chūō Iinkai Kambukai Iinchō), dessen Stellvertreter sowie den Generalsekretär des ZK (中央委員会書記局長 Chūō Iinkai Shoki Kyokuchō). Zudem kann es Kandidaten als Mitglieder der einzelnen Kommissionen nominieren, welche dann auf dem Parteitag gewählt werden.
Exekutivkomitee
Das Exekutivkomitee ist dem Plenum untergeordnet und führt die Arbeit des ZK zwischen den Tagungen des Plenums aus, die Mitglieder werden zudem von letzterem gewählt; beim 27. Parteitag waren es 59. Das Exekutivkomitee nominiert dessen Vorsitzenden, die Mitglieder des „ständigen Exekutivkomitees“ und des „Sekretariats“ (書記局 Shokikyoku), den Generalsekretär sowie die Redaktion der Parteizeitung, welche dann auf dem Parteitag gewählt werden. Der Posten des Exekutivkomitee-Vorsitzenden ist mit dem des Parteivorsitzenden anderer Parteien vergleichbar. Bis 1970 hatte diese Position nach sowjetischem Vorbild der Generalsekretär (bis 1923 総務主席幹事 Sōmu Shuseki Kanji; von 1945 bis 1970 書記長 Shokichō) inne. Da zusätzlich zum Exekutivkomitee auch das „ständige Exekutivkomitee“ besteht, kommt ersteres nur unregelmäßig zusammen.
Liste der Vorsitzenden des Exekutivkomitees bzw. Generalsekretäre
| #                                         | Name                             | Amtseinführung                   | Verabschiedung                   | Bild                             |
| Vorkriegs-KPJ (Generalsekretäre)          | Vorkriegs-KPJ (Generalsekretäre) | Vorkriegs-KPJ (Generalsekretäre) | Vorkriegs-KPJ (Generalsekretäre) | Vorkriegs-KPJ (Generalsekretäre) |
| ----------------------------------------- | -------------------------------- | -------------------------------- | -------------------------------- | -------------------------------- |
| 1                                         | Arahata Kanson                   | 15. Juli 1922                    | 1923                             | Arahata Kanson                   |
| 2                                         | Sakai Toshihiko                  | 1923                             | 9. September 1923                | Toshihiko Sakai                  |
| Nachkriegs-KPJ (Generalsekretäre)         |                                  |                                  |                                  |                                  |
| 1                                         | Tokuda Kyūichi                   | 3. Dezember 1945                 | 14. Oktober 1953                 | Tokuda Kyūichi                   |
| 2                                         | Nosaka Sanzō                     | 1955                             | 1. August 1958                   | Nosaka Sanzō                     |
| 3                                         | Miyamoto Kenji                   | 1. August 1958                   | 7. Juli 1970                     | Miyamoto Kenji                   |
| Nachkriegs-KPJ (Exekutivrats-Vorsitzende) |                                  |                                  |                                  |                                  |
| 1                                         | Miyamoto Kenji                   | 7. Juli 1970                     | 31. Juli 1982                    | Miyamoto Kenji                   |
| 2                                         | Tetsuzō Fuwa                     | 31. Juli 1982                    | 29. November 1987                |                                  |
| 3                                         | Hiroshi Murakami                 | 29. November 1987                | 29. Mai 1989                     | Hiroshi Murakami                 |
| 4                                         | Tetsuzō Fuwa                     | 29. Mai 1989                     | 24. November 2000                |                                  |
| 5                                         | Kazuo Shii                       | 24. November 2000                |                                  | Kazuo Shii                       |

 Ständiges Exekutivkomitee
Das „ständige Exekutivkomitee“ ist dem Exekutivkomitee untergeordnet und führt dessen Aufgaben aus, wenn dieses nicht tagt; die Mitglieder werden zudem vom Exekutivkomitee bestimmt. Einen Vorsitzenden oder eine hierarchische Ordnung hat das ständige Exekutivkomitee nicht und besteht seit dem 27. Parteitag aus 25 Mitgliedern.
Kommissionen
Dem Sekretariat der KPJ sind verschiedene fachliche Kommissionen (委員会 Iinkai, etwa „Ausschuss“ und 部局 Bukyoku, etwa „Abteilung“; vergleichbar mit Denkfabriken) untergeordnet, die sich auf bestimmte Bereiche spezialisieren (z. B. Politikwissenschaft, Kommunikationspolitik, Finanzen, Außenpolitik oder Wahlkampfstrategien) und aus ZK-Mitgliedern bestehen. Mitunter werden die entstandenen Arbeiten im parteieigenen Verlag publiziert und im gewöhnlichen Buchhandel verkauft; die Redaktionskommission publiziert zudem die täglich erscheinende Parteizeitung Shimbun Akahata.

## Wahlergebnisse bei nationalen Parlamentswahlen
| Jahr                                | Unterhauswahlergebnisse             | Unterhauswahlergebnisse             | Unterhauswahlergebnisse             | Unterhauswahlergebnisse             | Unterhauswahlergebnisse             | Unterhauswahlergebnisse | Oberhauswahlergebnisse                   | Oberhauswahlergebnisse                   | Oberhauswahlergebnisse                   | Oberhauswahlergebnisse                         | Oberhauswahlergebnisse                         | Oberhauswahlergebnisse                   | Oberhauszusammensetzung                  |
| Jahr                                | Kandidaten                          | Direktwahl                          | Direktwahl                          | Verhältniswahl                      | Verhältniswahl                      | Mandate gesamt          | Kandidaten                               | Präfekturwahlkreise                      | Präfekturwahlkreise                      | Nationaler Wahlkreis (ab 1983: Verhältniswahl) | Nationaler Wahlkreis (ab 1983: Verhältniswahl) | Mandate gesamt                           | Oberhauszusammensetzung                  |
| Jahr                                | Kandidaten                          | Stimmenanteil                       | Mandate                             | Stimmenanteil                       | Mandate                             | Mandate gesamt          | Kandidaten                               | Stimmenanteil                            | Mandate                                  | Stimmenanteil                                  | Mandate                                        | Mandate gesamt                           | Oberhauszusammensetzung                  |
| ----------------------------------- | ----------------------------------- | ----------------------------------- | ----------------------------------- | ----------------------------------- | ----------------------------------- | ----------------------- | ---------------------------------------- | ---------------------------------------- | ---------------------------------------- | ---------------------------------------------- | ---------------------------------------------- | ---------------------------------------- | ---------------------------------------- |
| Bei Parteigründung illegal bis 1945 | Bei Parteigründung illegal bis 1945 | Bei Parteigründung illegal bis 1945 | Bei Parteigründung illegal bis 1945 | Bei Parteigründung illegal bis 1945 | Bei Parteigründung illegal bis 1945 | –                       | – (Oberhaus des Reichstages: Herrenhaus) | – (Oberhaus des Reichstages: Herrenhaus) | – (Oberhaus des Reichstages: Herrenhaus) | – (Oberhaus des Reichstages: Herrenhaus)       | – (Oberhaus des Reichstages: Herrenhaus)       | – (Oberhaus des Reichstages: Herrenhaus) | – (Oberhaus des Reichstages: Herrenhaus) |
| 1946                                | 143                                 | 3,9 %                               | 5/468                               | –                                   | –                                   | 5+1/468                 | – (Oberhaus des Reichstages: Herrenhaus) | – (Oberhaus des Reichstages: Herrenhaus) | – (Oberhaus des Reichstages: Herrenhaus) | – (Oberhaus des Reichstages: Herrenhaus)       | – (Oberhaus des Reichstages: Herrenhaus)       | – (Oberhaus des Reichstages: Herrenhaus) | – (Oberhaus des Reichstages: Herrenhaus) |
| 1947                                |                                     |                                     |                                     |                                     |                                     |                         | 42                                       | 3,7 %                                    | 1/150                                    | 2,9 %                                          | 3/100                                          | 4/250                                    | 4/250                                    |
| 1947                                | 120                                 | 3,7 %                               | 4/466                               | –                                   | –                                   | 4/466                   |                                          |                                          |                                          |                                                |                                                |                                          |                                          |
| 1949                                | 115                                 | 9,8 %                               | 35/466                              | –                                   | –                                   | 35/466                  |                                          |                                          |                                          |                                                |                                                |                                          |                                          |
| 1950                                |                                     |                                     |                                     |                                     |                                     |                         | 50                                       | 5,7 %                                    | 0/76                                     | 4,8 %                                          | 2/56                                           | 2/132                                    | 4/250                                    |
| 1952                                | 107                                 | 2,5 %                               | 0/466                               | –                                   | –                                   | 0/466                   |                                          |                                          |                                          |                                                |                                                |                                          |                                          |
| 1953                                | 85                                  | 1,9 %                               | 1/466                               | –                                   | –                                   | 1/466                   |                                          |                                          |                                          |                                                |                                                |                                          |                                          |
| 1953                                |                                     |                                     |                                     |                                     |                                     |                         | 16                                       | 0,9 %                                    | 0/75                                     | 1,1 %                                          | 0/53                                           | 0/128                                    | 1/250                                    |
| 1955                                | 60                                  | 2,0 %                               | 2/467                               | –                                   | –                                   | 2/467                   |                                          |                                          |                                          |                                                |                                                |                                          |                                          |
| 1956                                |                                     |                                     |                                     |                                     |                                     |                         | 34                                       | 3,9 %                                    | 1/75                                     | 2,1 %                                          | 1/52                                           | 2/127                                    | 2/250                                    |
| 1958                                | 114                                 | 2,6 %                               | 1/467                               | –                                   | –                                   | 1/467                   |                                          |                                          |                                          |                                                |                                                |                                          |                                          |
| 1959                                |                                     |                                     |                                     |                                     |                                     |                         | 36                                       | 3,3 %                                    | 0/75                                     | 1,9 %                                          | 1/52                                           | 1/127                                    | 3/250                                    |
| 1960                                | 118                                 | 2,9 %                               | 3/467                               | –                                   | –                                   | 3/467                   |                                          |                                          |                                          |                                                |                                                |                                          |                                          |
| 1962                                |                                     |                                     |                                     |                                     |                                     |                         | 47                                       | 4,9 %                                    | 1/76                                     | 3,1 %                                          | 2/50                                           | 2/127                                    | 4/250                                    |
| 1963                                | 118                                 | 4,0 %                               | 5/467                               | –                                   | –                                   | 5/467                   |                                          |                                          |                                          |                                                |                                                |                                          |                                          |
| 1965                                |                                     |                                     |                                     |                                     |                                     |                         | 48                                       | 6,9 %                                    | 1/75                                     | 4,4 %                                          | 2/52                                           | 3/127                                    | 4/250                                    |
| 1967                                | 123                                 | 4,8 %                               | 5/486                               | –                                   | –                                   | 5/486                   |                                          |                                          |                                          |                                                |                                                |                                          |                                          |
| 1968                                |                                     |                                     |                                     |                                     |                                     |                         | 49                                       | 8,3 %                                    | 1/75                                     | 5,0 %                                          | 3/51                                           | 4/126                                    | 7/250                                    |
| 1969                                | 123                                 | 6,8 %                               | 14/486                              | –                                   | –                                   | 14/486                  |                                          |                                          |                                          |                                                |                                                |                                          |                                          |
| 1971                                |                                     |                                     |                                     |                                     |                                     |                         | 49                                       | 12,1 %                                   | 1/75                                     | 8,1 %                                          | 5/50                                           | 6/125                                    | 10/252                                   |
| 1972                                | 122                                 | 10,5 %                              | 38/491                              | –                                   | –                                   | 38+2/491                |                                          |                                          |                                          |                                                |                                                |                                          |                                          |
| 1974                                |                                     |                                     |                                     |                                     |                                     |                         | 54                                       | 12,0 %                                   | 5/76                                     | 9,4 %                                          | 8/54                                           | 13/130                                   | 18/252                                   |
| 1976                                | 128                                 | 10,4 %                              | 17/511                              | –                                   | –                                   | 17+2/511                |                                          |                                          |                                          |                                                |                                                |                                          |                                          |
| 1977                                |                                     |                                     |                                     |                                     |                                     |                         | 52                                       | 10,0 %                                   | 3/76                                     | 8,4 %                                          | 2/50                                           | 5/126                                    | 16/252                                   |
| 1979                                | 128                                 | 10,4 %                              | 39/511                              | –                                   | –                                   | 39+2/511                |                                          |                                          |                                          |                                                |                                                |                                          |                                          |
| 1980 Shū-San- Doppelwahl            | 129                                 | 9,8 %                               | 29/511                              | –                                   | –                                   | 29/511                  | 52                                       | 11,7 %                                   | 4/76                                     | 7,3 %                                          | 3/50                                           | 7/126                                    | 12/252                                   |
| 1983                                |                                     |                                     |                                     |                                     |                                     |                         | 71                                       | 10,5 %                                   | 2/76                                     | 9,0 %                                          | 5/50                                           | 7/126                                    | 14/252                                   |
| 1983                                | 129                                 | 9,3 %                               | 26/511                              | –                                   | –                                   | 26+1/511                |                                          |                                          |                                          |                                                |                                                |                                          |                                          |
| 1986 Shū-San- Doppelwahl            | 129                                 | 8,8 %                               | 26/512                              | –                                   | –                                   | 26+1/512                | 71                                       | 11,4 %                                   | 4/76                                     | 9,5 %                                          | 5/50                                           | 9/126                                    | 16/252                                   |
| 1989                                |                                     |                                     |                                     |                                     |                                     |                         | 71                                       | 8,8 %                                    | 1/76                                     | 7,0 %                                          | 4/50                                           | 5/126                                    | 14/252                                   |
| 1990                                | 131                                 | 8,0 %                               | 16/512                              | –                                   | –                                   | 16/512                  |                                          |                                          |                                          |                                                |                                                |                                          |                                          |
| 1992                                |                                     |                                     |                                     |                                     |                                     |                         | 71                                       | 10,6 %                                   | 2/77                                     | 7,9 %                                          | 4/50                                           | 6/127                                    | 11/252                                   |
| 1993                                | 129                                 | 7,7 %                               | 15/511                              | –                                   | –                                   | 15/511                  |                                          |                                          |                                          |                                                |                                                |                                          |                                          |
| 1995                                |                                     |                                     |                                     |                                     |                                     |                         | 72                                       | 10,4 %                                   | 3/76                                     | 9,5 %                                          | 5/50                                           | 8/126                                    | 14/252                                   |
| 1996                                | 321                                 | 12,6 %                              | 2/300                               | 12,0 %                              | 24/200                              | 26/500                  |                                          |                                          |                                          |                                                |                                                |                                          |                                          |
| 1998                                |                                     |                                     |                                     |                                     |                                     |                         | 70                                       | 15,7 %                                   | 7/76                                     | 14,6 %                                         | 8/50                                           | 15/126                                   | 23/252                                   |
| 2000                                | 332                                 | 12,1 %                              | 0/300                               | 11,1 %                              | 20/180                              | 20/480                  |                                          |                                          |                                          |                                                |                                                |                                          |                                          |
| 2001                                |                                     |                                     |                                     |                                     |                                     |                         | 72                                       | 9,9 %                                    | 1/73                                     | 7,9 %                                          | 4/48                                           | 5/121                                    | 20/247                                   |
| 2003                                | 316                                 | 8,1 %                               | 0/300                               | 7,8 %                               | 9/180                               | 9/480                   |                                          |                                          |                                          |                                                |                                                |                                          |                                          |
| 2004                                |                                     |                                     |                                     |                                     |                                     |                         | 72                                       | 9,8 %                                    | 0/73                                     | 7,8 %                                          | 4/48                                           | 4/121                                    | 9/242                                    |
| 2005                                | 292                                 | 7,3 %                               | 0/300                               | 7,3 %                               | 9/180                               | 9/480                   |                                          |                                          |                                          |                                                |                                                |                                          |                                          |
| 2007                                |                                     |                                     |                                     |                                     |                                     |                         | 63                                       | 8,7 %                                    | 0/73                                     | 7,5 %                                          | 3/48                                           | 3/121                                    | 7/242                                    |
| 2009                                | 171                                 | 4,2 %                               | 0/300                               | 7,0 %                               | 9/180                               | 9/480                   |                                          |                                          |                                          |                                                |                                                |                                          |                                          |
| 2010                                |                                     |                                     |                                     |                                     |                                     |                         | 64                                       | 7,3 %                                    | 0/73                                     | 6,1 %                                          | 3/48                                           | 3/121                                    | 6/242                                    |
| 2012                                | 322                                 | 7,8 %                               | 0/300                               | 6,1 %                               | 8/180                               | 8/480                   |                                          |                                          |                                          |                                                |                                                |                                          |                                          |
| 2013                                |                                     |                                     |                                     |                                     |                                     |                         | 63                                       | 10,6 %                                   | 3/73                                     | 9,7 %                                          | 5/48                                           | 8/121                                    | 11/242                                   |
| 2014                                | 315                                 | 13,0 %                              | 1/295                               | 11,4 %                              | 20/180                              | 21/475                  |                                          |                                          |                                          |                                                |                                                |                                          |                                          |
| 2016                                |                                     |                                     |                                     |                                     |                                     |                         | 56                                       | 7,3 %                                    | 1/73                                     | 10,7 %                                         | 5/48                                           | 6/121                                    | 14/242                                   |
| 2017                                | 243                                 | 9,0 %                               | 1/289                               | 7,9 %                               | 11/176                              | 12/465                  |                                          |                                          |                                          |                                                |                                                |                                          |                                          |
| 2019                                |                                     |                                     |                                     |                                     |                                     |                         | 40                                       | 7,4 %                                    | 3/74                                     | 9,0 %                                          | 4/50                                           | 7/124                                    | 13/245                                   |
| 2021                                | 130                                 | 4,6 %                               | 1/289                               | 7,2 %                               | 9/176                               | 10/465                  |                                          |                                          |                                          |                                                |                                                |                                          |                                          |
| 2022                                |                                     |                                     |                                     |                                     |                                     |                         | 58                                       | 6,8 %                                    | 1/75                                     | 6,8 %                                          | 3/50                                           | 4/125                                    | 11/248                                   |
| 2024                                | 236                                 | 6,8 %                               | 1/289                               | 6,2 %                               | 7/176                               | 8/465                   |                                          |                                          |                                          |                                                |                                                |                                          |                                          |

1. 1 2 3 4 5  Nachnominierung(en)
2. ↑  1 Nachnominierung, 1 Beitritt der Okinawa Jinmintō

## Derzeitige Abgeordnete im Nationalparlament
Stand: Januar 2025
- Unterhaus
  - Kazuo Shii (Verhältniswahl Süd-Kantō, 11. Amtszeit)
  - Seiken Akamine (Okinawa 1, 9. Amtszeit)
  - Tetsuya Shiokawa (Verhältniswahl Nord-Kantō, 9. Amtszeit)
  - Nobuko Motomura (Verhältniswahl Tōkai, 4. Amtszeit)
  - Takaaki Tamura (Verhältniswahl Kyūshū, 4. Amtszeit)
  - Tomoko Tamura (Verhältniswahl Tokio, 1. Amtszeit, vorher 3 im Oberhaus)
  - Akiko Horikawa (Verhältniswahl Kinki, 1. Amtszeit)
  - Kōtarō Tatsumi (Verhältniswahl Kinki, 1. Amtszeit)
- Oberhaus
  - Klasse von 2019 (Mandat bis 2025)
    - Akira Koike (Verhältniswahl, 4. Amtszeit)
    - Yoshiki Yamashita (Verhältniswahl, 4. Amtszeit)
    - Satoshi Inoue (Verhältniswahl, 4. Amtszeit)
    - Tomoko Kami (Verhältniswahl, 4. Amtszeit)
    - Yoshiko Kira (Tokio, 2. Amtszeit)
    - Akiko Kurabayashi (Kyōto, 2. Amtszeit)
    - Gaku Itō (Saitama, 1. Amtszeit)

  - Klasse von 2022 (Mandat bis 2028)
    - Mikishi Daimon (Verhältniswahl, 5. Amtszeit)
    - Sōhei Nihi (Verhältniswahl, 3. Amtszeit)
    - Taku Yamazoe (Tokio, 2. Amtszeit)
    - Tomo Iwabuchi (Verhältniswahl, 2. Amtszeit)